# Apogonia loi
Apogonia loi är en skalbaggsart som beskrevs av Kobayashi 2007. Apogonia loi ingår i släktet Apogonia och familjen Melolonthidae. Inga underarter finns listade i Catalogue of Life.